# Криминалци (филм из 1987)
Криминалци (словен. Hudodelci) је југословенски филм из 1987. године. Режирао га је Франци Слак, који је са Јоже Долмарком адаптирао сценарио по роману Марјана Рожанца.